# Стаббс, Норрис
Норрис Стаббс (англ. Norris Stubbs; 8 ноября 1948, Нассау — 9 августа 2014, Колледж-Стейшен, Техас) — багамский легкоатлет, выступавший в беге на короткие дистанции, учёный-механик, музыковед. Участник летних Олимпийских игр 1968 года.

## Биография
Норрис Стаббс родился 8 ноября 1948 года в багамском городе Нассау.
Окончил колледж Гриннелл в Айове, затем Колумбийский университет в Нью-Йорке, где получил степень магистра гражданского строительства.
В 1968 году вошёл в состав сборной Багамских Островов на летних Олимпийских играх в Мехико. В беге на 100 метров занял в забеге 1/8 финала 5-е место, показав результат 10,67 секунды и уступив 0,22 секунды попавшему в четвертьфинал с 3-го места Рону Джонсу из Великобритании. В беге на 200 метров занял в забеге 1/8 финала 6-е место с результатом 21,64, уступив 0,33 секунды попавшему в четвертьфинал с 4-го места Мигелю Анхелю Гонсалесу из Мексики.
Был рекордсменом Багамских Островов в эстафете 4х100 метров (39,45), это достижение продержалось 25 лет.
В 1976 году стал доктором технических наук в области инженерной механики.
Работал доцентом в Колумбийском университете, с 1983 года до конца жизни трудился в Техасском университете A&M. Его специализацией были надёжность и динамика конструкций, качество проектирования и строительства, экспериментальная механика. В Техасском транспортном институте A&M был инженером-исследователем в отделе крупных дорожных сооружений. 
В 2001 году работал в центре снижения опасностей и восстановления, который обследовал разрушенный Всемирный торговый центр в Нью-Йорке.
Был опытным музыкантом, играл на французской валторне и баритон-валторне. В 1973 году выпустил книгу «Обзор народной музыки Доминики».
Умер 9 августа 2014 года в американском городе Колледж-Стейшен в штате Техас от почечной недостаточности.

## Личные рекорды
- Бег на 100 метров — 10,67 (13 октября 1968, Мехико)[1]
- Бег на 200 метров — 20,8 (1968)[1]